# Andrés Wood
Andrés Wood Montt (Santiago del Cile, 1965) è un regista cileno.
Il suo film più conosciuto è Machuca, ambientato durante il golpe cileno del 1973.

## Biografia
Nato a Santiago del Cile da una famiglia di origini irlandesi e scozzesi, Wood ha studiato Economia alla Università Cattolica del Cile, si è poi trasferito a New York dove ha frequentato un corso di cinema alla New York University. Al suo ritorno in patria ha scritto e diretto il film Historias del Fútbol (1997), con il quale ebbe una menzione speciale come miglior regista esordiente al Festival Internazionale di Cinema di San Sebastian.
Tre anni dopo scrisse, produsse e diresse la pellicola La fiebre del loco (2001), per la quale ottenne il premio come miglior regista alla Mostra del Cinema Latinoamericano di Lleida.

## Filmografia
- Reunión de familia - cortometraggio (1994)
- Historias de fútbol (1997)
- El desquite - film TV (1999)
- La fiebre del loco (2001)
- Machuca (2004)
- La buena vida (2004)
- Violeta se fue a los cielos (2011)
- Ecos del desierto - miniserie TV (2013)
- Araña (2019)